# L'Homme qui a volé le soleil
Pour plus de détails, voir Fiche technique et Distribution.
L'Homme qui a volé le soleil (太陽を盗んだ男, Taiyō o nusunda otoko), est un film japonais réalisé par Kazuhiko Hasegawa et sorti en 1979.

## Synopsis
Makoto Kido est un jeune professeur de science, brillant et un peu fantasque, dans un lycée. Après être parvenu à s'introduire dans une centrale nucléaire pour y dérober du plutonium liquide, il réussit à concevoir une bombe atomique dans son appartement. Il menace de la faire exploser en pleine ville de Tokyo si on ne répond pas à ses exigences. Il impose que l'inspecteur Masuo Yamashita — qui peu de temps auparavant avait arrêté un déséquilibré ayant tenté de kidnapper le bus de la classe de Makoto Kido lors d'une sortie scolaire — soit son interlocuteur, puis que les coupures lors des matchs de baseball soient supprimées et qu'un concert des Rolling Stones soit organisé à Tokyo. Les enquêteurs sont déroutés par les exigences excentriques de ce terroriste.

## Fiche technique
- Titre français : L'Homme qui a volé le soleil[1]
- Titre original : 太陽を盗んだ男 (Taiyō o nusunda otoko?)
- Réalisation : Kazuhiko Hasegawa
- Scénario : Leonard Schrader (en) et Kazuhiko Hasegawa
- Photographie : Tatsuo Suzuki
- Montage : Akira Suzuki (ja)
- Musique : Takayuki Inoue
- Éclairages : Hideo Kumagai
- Direction artistique : Yoshinaga Yoko'o
- Son : Ken'ichi Benitani (ja)
- Producteurs : Mataichirō Yamamoto (ja) et Kei Ijichi (ja)
- Société de production : Kitty Films
- Société de distribution : Tōhō
- Pays d'origine :  Japon
- Langue originale : japonais
- Format : couleurs — 1,85:1 — 35 mm — son mono,
- Genre : film d'action - thriller - film policier
- Durée : 147 minutes[2] (métrage : 4 029 m[2])
- Date de sortie :
  - Japon : 6 octobre 1979[2]

## Distribution
- Kenji Sawada : Makoto Kido
- Bunta Sugawara : l'inspecteur Masuo Yamashita
- Kimiko Ikegami (en) : Reiko Sawai / Zero
- Kazuo Kitamura (ja) : Tanaka
- Shigeru Kōyama : Nakayama, le secrétaire du Premier Ministre
- Kei Satō : Ichikawa
- Yūnosuke Itō : le kidnappeur
- Morio Kazama : Asai, le producteur de radio
- Yutaka Mizutani (en) : Sato, le policier du kōban

## Distinctions
Sauf indication contraire, les informations mentionnées dans cette section peuvent être confirmées par la base de données cinématographiques IMDb,  présente dans la section « Liens externes ».

### Récompenses
- 1979 : Hōchi Film Awards du meilleur film pour Kazuhiko Hasegawa et du meilleur acteur pour Kenji Sawada[3]
- 1980 : prix Kinema Junpō du meilleur film (choix des lecteurs) pour Kazuhiko Hasegawa[4]
- 1980 : prix du meilleur acteur dans un second rôle pour Bunta Sugawara aux Japan Academy Prize[5]
- 1980 : prix Mainichi du meilleur réalisateur pour Kazuhiko Hasegawa[6]
- 1980 : prix du meilleur film et du meilleur réalisateur pour Kazuhiko Hasegawa au festival du film de Yokohama[7]

### Sélections
- 1980 : prix du meilleur film et du meilleur réalisateur pour Kazuhiko Hasegawa, du meilleur acteur pour Kenji Sawada, de la meilleure photographie pour Tatsuo Suzuki, des meilleurs éclairages pour Hideo Kumagai, des meilleurs décors pour Yoshinaga Yoko'o et du meilleur son pour Ken'ichi Benitani (ja) aux Japan Academy Prize[5]